# مشیرب
مشیرب یک منطقهٔ مسکونی در قطر است که در شهرداری دوحه واقع شده‌است. مشیرب ۱٫۰ کیلومتر مربع مساحت و ۲۲٬۷۱۱ نفر جمعیت دارد.